# Pechstein

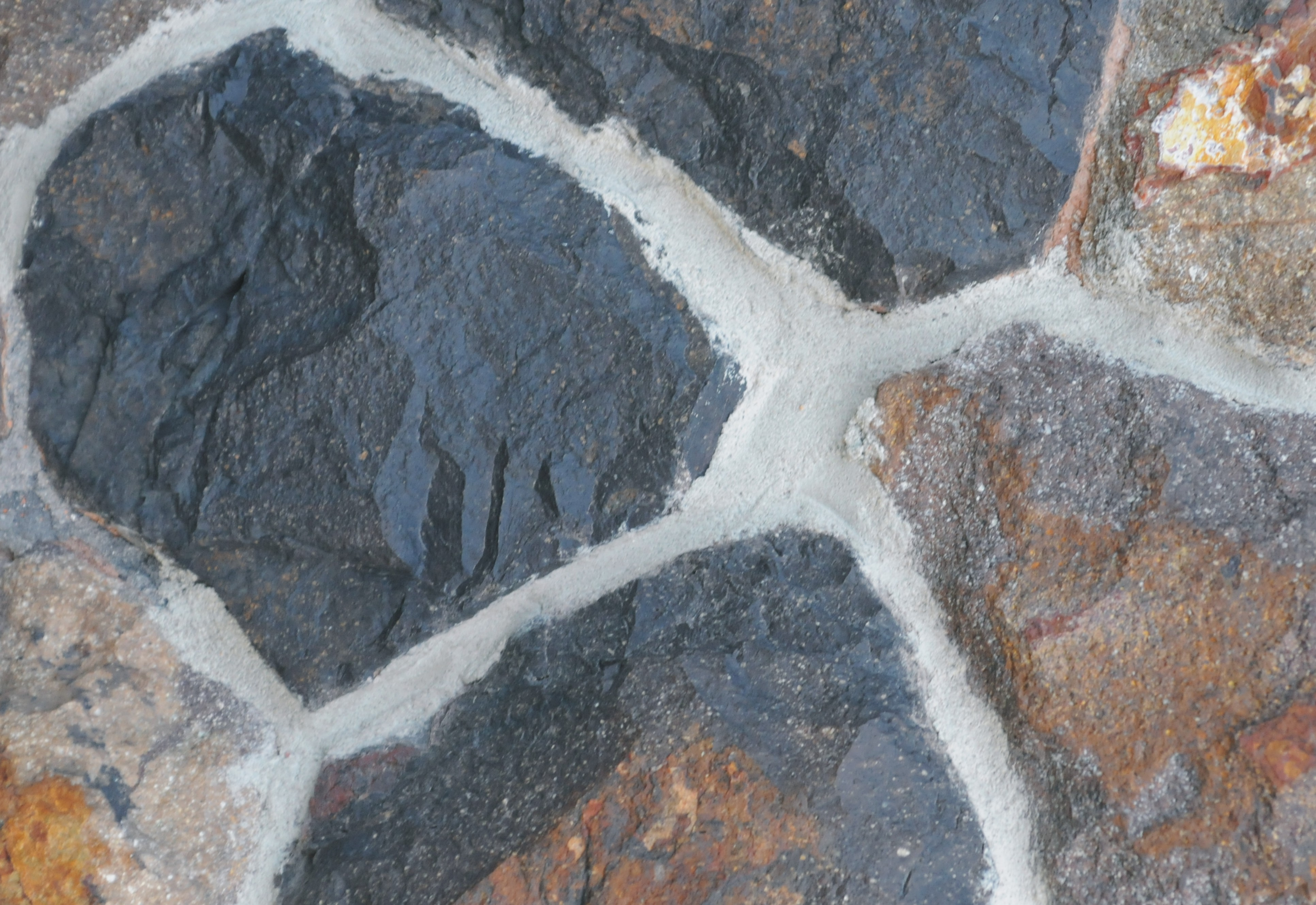
Mauerwerk mit Pechstein

Pechstein (Argilla picea) ist als vulkanisches Glas ein Gestein vulkanischen Ursprungs mit einem Wassergehalt von bis zu 8 Masseprozent. Pechstein zählt zu den Rhyolithen wie Obsidian und Perlit. Die Bezeichnung Pechstein kommt vom Pechglanz und wurde 1759 durch Christian Friedrich Schulze geprägt. Die Art seiner Bildung ist umstritten, unter anderem wird die Entglasung von Obsidian diskutiert.

## Eigenschaften
Die Farbe von Pechstein ist je nach Vorkommen unterschiedlich. Sie reicht von Braun über Rot und Grün bis zum tiefen Schwarz. Das wie Pech glänzende Schwarz gab dem Gestein seinen Namen. Pechstein besitzt einen muscheligen Bruch und gewöhnlich kleine Einsprenglinge von Quarz, Feldspat, Augit oder auch Hornblende. Das Gestein kann fleckig oder fettglänzend aussehen und durch die Einsprenglinge ein porphyrisches Gefüge zeigen.

## Vorkommen
Pechstein kommt in Deutschland in den Rotliegendschichten in der Umgebung von Zwickau, in der Garsebacher Schweiz, Gemeinde Klipphausen bei Meißen, sowie im Südschwarzwald vor. Ein wichtiger Einzelaufschluss aus dem Oberkarbon ist der „Kugelpechstein von Spechtshausen“ im Tharandter Wald. Weitere bedeutende Pechsteinvorkommen finden sich auf den schottischen Inseln Arran, Mull, Skye und Eigg (An Sgurr).

## Nutzung
Der Pechstein von Arran wurde seit dem Mesolithikum zu Artefakten verarbeitet. Im Neolithikum wurden Pechstein oder Artefakte aus Pechstein auch nach Irland exportiert.